# Stromgröße
Unter einer Stromgröße (auch Bewegungsgröße, Flussgröße; englisch flow) versteht man in den Wirtschaftswissenschaften die innerhalb eines bestimmten Zeitraums in Geldeinheiten bewertete oder in physikalischen Einheiten gemessene Größe. Gegensatz ist die Bestandsgröße.

## Allgemeines
Den Unterschied und Zusammenhang zwischen Bestands- und Stromgröße hat der Ökonom Nicholas Gregory Mankiw am Beispiel der Badewanne erklärt. Die in der Wanne vorhandene Wassermenge ist die Bestandsgröße, das in die Wanne hineinfließende oder aus ihr abfließende Wasser ist eine Stromgröße. Daraus ergibt sich auch der Zusammenhang zwischen beiden Größen, denn Zu- und Abfluss verändern die Bestandsgröße.
Die Stromgröße unterscheidet sich von der Bestandsgröße durch die zeitliche Abgrenzung einer untersuchten Grundgesamtheit, wobei sich Stromgrößen auf einen eingegrenzten Zeitraum beziehen (etwa die Anzahl der Insolvenzen im gesamten Jahr 2010). Dagegen ist die Bestandsgröße auf einen konkreten Zeitpunkt (etwa die Einwohnerzahl Kölns zum 31. Dezember 2016) bezogen. Die Angabe des Zeitraums, für den es die Stromgröße zu ermitteln gilt, ist zwingend, denn beispielsweise zwischen dem Monatseinkommen und dem Jahreseinkommen eines Privathaushalts besteht ein großer Unterschied.

## Ermittlung
Der Zahlenwert einer Stromgröße kann eine Geldeinheit (etwa Euro) oder eine physikalische Größe (Kilogramm) sein, aus denen sich die Dimension „Geld- oder Mengeneinheiten pro Zeitraum“ ergibt. Stromgrößen enthalten mathematisch in ihrer Dimension ein Mitglied der Dimensionsklasse „Zeit“ mit einem von Null verschiedenen Exponenten. Bestandsgrößen dagegen enthalten in ihrer Dimension keine Zeitdimensionen. In einer Stromgrößenrechnung werden Umfang und Struktur ökonomischer Größen mit der Dimension „Euro pro Zeitraum“ erfasst. Für Stromgrößen wird die Summation als Aggregationsfunktion verwendet.
Jede Stromgröße verändert die ihr zugehörige Bestandsgröße. Zugänge erhöhen den Bestand, Verbrauch oder Abgänge verringern ihn. Die Differenz zwischen der positiven und negativen Bestandsgrößen einer Periode ergibt die Erhöhung oder Verminderung des Bestandes eines Zeitraumes. Wird beispielsweise vom Einkommen (Stromgröße) eines Privathaushalts ein Teil gespart, so erhöht sich sein Vermögen oder es verringern sich seine Schulden (Bestandsgrößen). Die Bestandsgröße Währungsreserve verändert sich durch ständige Zu- oder Abflüsse von Devisen.

## Arten
In der Volkswirtschaftslehre und der Betriebswirtschaftslehre gibt es unter anderen folgende Stromgrößen:
- Volkswirtschaftslehre 
  - physische Größen: Auswanderung, Einwanderung, Geburtenziffer, Güterstrom, Pro-Kopf-Verbrauch im Jahr, Sterbeziffer, Umlaufgeschwindigkeit des Geldes im Jahr. Multipliziert man die Geldmenge (Bestandsgröße) mit ihrer Umlaufgeschwindigkeit (Stromgröße), so ergibt sich eine Stromgröße (siehe Quantitätsgleichung).
  - Geldeinheiten: Bruttoinlandsprodukt, Export/Import, Geldstrom, Investitionen, Sparen, Steuern, Volkseinkommen.
- Betriebswirtschaftslehre
  - physische Größen: Absatzvolumen pro Tag, Schadstoffausstoß pro Stunde, Warenausgang, Wareneingang.
  - Geldeinheiten: Cashflow, Einkommen, Erträge, Gewinn, Kosten, Umsatzerlöse, Zahlungsstrom. Dividiert man die Schulden (Bestandsgröße) mit dem Cashflow (Stromgröße), so erhält man mit dem Verschuldungsgrad eine Stromgröße.

Diese Stromgrößen sind zugleich volkswirtschaftliche oder betriebswirtschaftliche Kennzahlen.  
Die Grundbegriffe des Rechnungswesens (Einzahlung/Auszahlung, Einnahme/Ausgabe, Aufwand/Ertrag) beziehen sich auf Vermögensflüsse und sind daher Stromgrößen.

## Stromgrößen im Jahresabschluss
Im Jahresabschluss von Unternehmen sind sowohl Bestands- als auch Stromgrößen enthalten. Bestandsgrößen werden auf Bestandskonten in der Bilanz verbucht, die zum Bilanzstichtag (meist der 31. Dezember) ermittelt werden. Stromgrößen werden auf Erfolgskonten (Aufwands- und Ertragskonten) in der Gewinn- und Verlustrechnung erfasst.  
die Gewinn- und Verlustrechnung beinhaltet als Stromgrößen die kumulierten Erfolgszahlen (Umsatz, Kosten oder Erträge) eines ganzen Geschäftsjahres.
Aus der Zusammenstellung verschiedener Stromgrößen lässt sich beispielsweise der EBIT ermitteln:
```
    
Umsatzerlös

    +/- 
Bestandsveränderungen

    + 
aktivierte
 
Eigenleistungen
 
    - 
Materialaufwand
 
    - 
Personalaufwand

    - sonstige betriebliche 
Aufwendungen

    + sonstige betriebliche 
Erträge
 
    - 
Abschreibungen
 auf das 
Anlagevermögen

    + 
Zuschreibungen
 zum Anlagevermögen
    = 
EBIT
```

Die Ermittlung des EBIT ist eine betriebswirtschaftliche Stromgrößenrechnung wie auch bei der Kapitalflussrechnung, während die Volkswirtschaftslehre die Volkswirtschaftliche Gesamtrechnung als Stromgrößenrechnung kennt.

## Verknüpfung von Strom- und Bestandsgrößen
Auch in der Bilanzanalyse ist es möglich, Kennzahlen aus Bestands- und Stromgrößen miteinander zu kombinieren wie beispielsweise bei der Lagerumschlagshäufigkeit oder dem Debitorenziel. Die Lagerumschlagshäufigkeit ergibt sich aus dem Verhältnis der Materialkosten (Stromgröße) und dem Lagerbestand (Bestandsgröße). Statistische Umschlagskennzahlen setzen stets eine Bestandsgröße mit der diese verändernde Stromgröße in Beziehung. In der Volkswirtschaftslehre verknüpft die Kapitalproduktivität die Produktionsmenge (Stromgröße) und den dafür erforderlichen Kapitalstock (Bestandsgröße).
Makroökonomische Modelle, welche die Veränderungen von Beständen und Flussgrößen abbilden, werden als Stock-Flow Consistent Models bezeichnet.